# Carol Neblett
Carol Lee Neblett (Modesto, Califòrnia, EUA, 1 de febrer de 1946 – Los Angeles, 23 de novembre de 2017) fou una soprano operística estatunidenca.

## Biografia i carrera
Neblett va néixer a Modesto, estat de Califòrnia, i va créixer en Redondo Beach, també a l'estat de Califòrnia. Va estudiar a la Universitat de Califòrnia a Los Angeles. En 1969 va fer el seu debut operístic amb l'Òpera de la Ciutat de Nova York, interpretant el paper de Musetta en La Bohème de Puccini. Amb aquesta companyia va continuar treballant, actuant en òperes com ara Mefistofele d'Arrigo Boito (amb Norman Treigle), El príncep Ígor d'Aleksandr Borodín (dirigit per Julius Rudel), Faust de Gounod, Manon de Massenet, Louise de Charpentier (amb John Alexander i més tard amb Harry Theyard), La traviata de Verdi, El gall d'or de Rimski-Kórsakov, Carmen de Bizet (fent de Micaëla amb Joy Davidson), Les noces de Fígaro de Mozart (com la Contessa Almaviva, amb Michael Devlin i Susanne Marsee), Don Giovanni de Mozart (fent de Donna Elvira), L'incoronazione di Poppea de Monteverdi (amb Alan Titus fent de Nerone), Ariadne auf Naxos de Richard Strauss (dirigit per Sarah Caldwell) i Die tote Stadt d'Erich Wolfgang Korngold.
La seva breu escena nua en una producció de Thaïs de Massenet el 1973, per a l'Associació d'Òpera de Nova Orleans, va aixecar una certa polseguera, un fet poc habitual a l'època en el món de l'òpera. En 1976 va interpretar Tosca de Puccini, amb Luciano Pavarotti, a l'Òpera Lírica de Chicago. En 1977 va cantar la part de Minnie en La fanciulla del West de Puccini (un dels seus grans èxits) al Royal Opera House de Londres, amb Plácido Domingo i sota la dirección de Zubin Mehta, una representació inclosa en les celebracions dels 25 anys de regnat de la reina Elizabet II del Regne Unit.
En 1979 va fer el seu debut al Metropolitan Opera de Nova York com Senta en Der fliegende Höllander de Wagner, amb José van Dam.
Va cantar al Metropolitan Opera fins al 1993, en obres com ara Tosca, La bohème, Un ballo in maschera de Verdi (amb Carlo Bergonzi), Don Giovanni, Manon Lescaut de Puccini, Falstaff de Verdi (amb Giuseppe Taddei) i La fanciulla del West, fent un total de 84 representacions, incloent-hi la II Gala del Centenari del teatre, el 22 d'octubre de 1983, en la qual va coincidir amb el director Leonard Bernstein, que aquell dia apareixeria per últim cop en la seva carrera al Metropolitan, i cantants de renom com ara Luciano Pavarotti, Montserrat Caballé i Josep Carreras, entre d'altres directors i cantants.
Durant la seva carrera va cantar arreu del món, incloent-hi San Francisco, Chicago, Nova York, Buenos Aires, Salzburg, Hamburg, Los Angeles i Londres. Els seus enregistraments inclouen Musetta en La bohème, amb Renata Scotto, Alfredo Kraus, Sherrill Milnes i Paul Plishka, per Angel/EMI, amb direcció de James Levine (1979); La fanciulla del West, amb Domingo i Milnes, direcció de Zubin Mehta (DGG, 1977); la Simfonia núm. 2 "Resurrecció" de Gustav Mahler amb Claudio Abbado, Marilyn Horne i l'Orquestra Simfònica de Chicago (DGG, 1977); i Marietta en Die tote Stadt, amb René Kollo, i la direcció d'Erich Leinsdorf (RCA, 1975).
Va actuar al Gran Teatre del Liceu en desembre de 1973 en Il trovatore de Verdi. També en maig de 1983, en el marc del III Festival d'Òpera del Patronat Pro-Música, interpretant Tosca amb Plácido Domingo.
Va aparèixer en diverses actuacions a la televisió, incloent-hi un homenatge a George London al Kennedy Center de Washington DC. També va aparèixer com a convidada en el show de televisió The Tonight Show Starring Johnny Carson. En 2012 Neblett va fer el seu debut de teatre musical en una producció de Follies de Stephen Sondheim.
Neblett fou artista en residència i professora de cant de la Universitat Chapman de Califòrnia del sud. Va ser també professora en l'Acadèmia Lírica Internacional de Roma.

## Vida personal
Neblett es va casar tres cops. El seu primer matrimoni va ser amb el violoncel·lista Douglas Davis, el segon amb el director Kenneth Schermerhorn i el tercer amb el cardiòleg Phillip Akre. Va tenir un fill del segon matrimoni, Stefan Schermerhorn, i dues filles del tercer matrimoni, Adrienne Akre Spear i Marianne Akre. Tot tres matrimonis van acabar en divorci.
Neblett va morir als 71 anys el 23 de novembre de 2017 a Los Angeles. La seva filla Marianne Akre havia mort abans que ella, en 2001.

## Vídeos
- Mozart: La clemenza di Tito (Troyanos, Tappy; Levine, Ponnelle, 1980)
- Puccini: La fanciulla del West (Domingo, Carroli; Santi, Piero Faggioni, 1982) [en directe]